# Yohann Tihoni
Yohann Tihoni (* 20. Juli 1994 in Tahiti) ist ein tahitischer Fußballspieler, der auf der Position des Stürmers spielt.

## Karriere

### Vereinskarriere
Yohann Tihoni begann 2012 seine Profikarriere beim tahitischen Verein AS Roniu. 2015 wechselte er zu AS Taiarapu. Seit Sommer 2021 ist er Teil der Mannschaft des AS Pirae.

### Nationalmannschaft
Von 2011 bis 2012 bestritt Tihoni fünf Spiele für die tahitische U-17-Nationalmannschaft, bevor er 2013 für den Kader der Nationalmannschaft aufgenommen wurde. Sein Debüt gab er am 26. März 2013 in Nouméa bei einem Spiel gegen die neukaledonische Fußballnationalmannschaft im Rahmen der Qualifikation für die Fußball-Weltmeisterschaft 2014. Dabei ging das Spiel mit einer 0:1-Niederlage aus für seine Mannschaft aus. Tihoni nahm mit Tahiti an den Spielen des FIFA-Konföderationen-Pokals 2013 teil.